# Alemanha Ocidental nos Jogos Olímpicos de Verão de 1988
A Alemanha Ocidental participou dos Jogos Olímpicos de Verão de 1988 em Seul, na Coreia do Sul. Conquistou onze medalhas de ouro, quatorze de prata e quinze de bronze, somando quarenta no total. Ficou na quinta posição no ranking geral.
Foi a última participação do país nos Jogos Olímpicos de Verão, sendo que em 1990 aconteceu a unificação da Alemanha Ocidental e Alemanha Oriental em uma única Alemanha.